# Annabelle (film)
Annabelle  este un film de groază supranatural american din 2014 regizat de John R. Leonetti și scris de Gary Dauberman. Rolurile principale au fost interpretate de actorii Annabelle Wallis, Ward Horton și Alfre Woodard. Filmul este produs de Peter Safran și James Wan. Este un prequel al filmului din 2013 The Conjuring și al doilea din seria  The Conjuring series. Filmul a fost inspirat de o povestire cu o păpușă denumită Annabelle de Ed și Lorraine Warren.

## Prezentare
La scurt timp după ce casa lor este invadată de un cult satanic, un cuplu începe să experimenteze întâmplări supranaturale înspăimântătoare care implică o păpușă de epocă.

## Distribuție
- Annabelle Wallis[4] ca Mia Form
- Ward Horton[4] ca John Form
- Alfre Woodard[5] ca Evelyn
- Tony Amendola ca Father Perez
- Kerry O'Malley ca Sharon Higgins[6]
- Brian Howe[7] ca Pete Higgins
- Eric Ladin[7] ca Detective Clarkin
- Ivar Brogger ca Dr. Burgher[6]
- Gabriel Bateman ca Robert
- Shiloh Nelson ca Nancy
- Geoff Wehner ca Neighbor
- Tree O'Toole ca Annabelle Higgins
  - Keira Daniels ca 7-year-old Annabelle Higgins
- Robin Pearson Rose ca the Mother
- Camden Singer ca Clerk
- Morganna May ca Debbie
- Amy Tipton ca Camilla
- Zach Pappas ca Rick
- Sasha Sheldon ca Nurse
- Christopher Shaw ca Fuller
- Joseph Bishara ca Mother Sheba[6]

## Producție
Distribuția filmului a fost anunțată în ianuarie 2014, cu Annabelle Wallis și Ward Horton în rolurile principale, iar actorii Eric Ladin, Brian Howe și Alfre Woodard au fost si ei anunțați în aceeași lună ca vor juca în film.

## Box office
Annabelle a fost un succes major de box office, cu încasări de $84,3 milioane în America de Nord și $172,6 milioane in restul lumii, cu un total de $256.9 milioane.